# Viborg Stiftstidende
Viborg Stiftstidende var en dansk konservativ avis, der udkom fra 1773 til 1962.[kilde mangler]
Siden da har Viborg og oplandet været dækket af Viborg Stifts Folkeblad.[kilde mangler]

## Den Viborger Samler
Fra starten i 1773 og til 28. juni 1839 udkom Viborg Stiftstidende under navnet  Den Kongelige privilegerede Viborger Samler (eller bare: Den Viborger Samler).